# F签证
F签证是美国签发给进行美国高等教育全日制学习的他国留学生的签证，属于非移民签证。F-1签证必须由美国驻外大使馆和领事馆颁发。想要赴美就读的学生必须向要就读的学校申请，获得I-20表后方能申请F-1签证。F-2簽證則是簽發給持有F-1簽證的國際學生的配偶或21嵗以下的子女入境的簽證。

## 描述

### F-1簽證
非移民倾向的，有意图去美国高等教育机构的学生可以申请美国学生签证（F-1）。需要注意的是此类签证不针对参加非高等教育培训的学员。

### F-2簽證
美国的F-2签证是签发给持有美国学生签证（F-1）的国际学生的配偶或21岁以下的子女入境的签证，属于非移民签证，但兄弟姊妹和父母不能申請F-2簽證。中國大陸的申請者有效期一年，可多次入境；其他地方多和F-1簽證的期限相同。F-2签证持有者不可以在美国工作。持有F-2簽證的未成年（21岁以下）子女可以以本地居民的身份去公立学校就读到12年級，但不能以F-2簽證就讀大專院校。大中华地区的申請者均可获得有效期最多为五年的年签证。

## 工作
一般来讲，持有美国学生签证的国际学生只能在学校里找工作以获得社会安全号(SSN)，但是一周工作时间共计不得超过20个小时。但是，在一些特殊情况下，美国移民局也有可能给个别学生签发短期的工作许可。
持有美国学生签证的国际学生可以参加两种与课程专业相关的实习，CPT（Curricular Practical Training）和OPT（Optional Practical Training）。CPT用于在读期间，一般来讲全职不超过11个月，兼职不超过23个月；而OPT是用于毕业后使用，在每拿到一个更高级的新文凭后都可以申请为期一年的OPT。2008年4月8日，新的法规允许一些理工科类别的专业可以在一年时间的OPT的基础上再延长17个月的实习。这些专业被称为“STEM”(即科学：Science，技术：Technology，工程：Engineering，数学：Mathematics) 但是新的规定对于OPT期间没有找到工作的学生的规定较往常更严格：如果没有找到工作超过90天，就有可能面临美国居留身份失效的后果。

## 税收
持有美国学生签证的国际学生，在签证前五年，需要以非美国税务居民征收联邦税和州税，但是免于FICA税（包括社会安全税（Social Security）和医疗税收（Medicare）等税务的征收。第六年以后，税务状态转化成美国本地税务居民，按照获准在美国居留的外国人的税率征收。这时除非你仍然是在原学校进行全日制学习和工作，都需要缴纳FICA税。 五年或者五年下的持有美国学生签证的国际学生在报税的时候填Form 1040NR表格或者1040NR-EZ；五年以上则填报Form 1040或者1040-EZ。
中华人民共和国与美国签有税务豁免协议，对于来自于中华人民共和国的美国学生签证的国际学生每年可以申请5000美元的收入税收豁免，基于中美税务Treaty 20(b) 和20(c)，TA或者RA的收入与获得奖学金（fellowship）的美国学生签证的国际学生一般来说可以申请税收全免。5000美元的税收豁免或者奖学金（fellowship）的税收全免并不适用于来自其他国家或地区（包括中国香港特别行政区、中国澳门特别行政区）的中国籍学生。如果学生自中国大陆以外的国家和地区出发前往美国，即使持有中华人民共和国国籍，也不能使用这些税收豁免。但是如果该学生的出发地与美国之间有税务豁免协议，则该学生可以使用该国或地区与美国的税务协议。

## 学生和交流访问学者的比較
|            | 学生（F-1）                              | 交流访问学者（J-1）                      |
| ---------- | ---------------------------------------- | ---------------------------------------- |
| 資金來源   | 任意                                     | 必需機構做為出資者                       |
| 校內打工   | 不需申請                                 | 需先申請                                 |
| 校外打工   | 需先申請                                 | 需先申請                                 |
| 眷屬唸書   | 子女可以唸到12年級 配偶不能做全職學生    | 無限制                                   |
| 眷屬工作   | 不行                                     | 需先申請                                 |
| 畢業後工作 | 可申請OPT留在美國12個月 有90天時間找工作 | 可申請PAT留在美國18個月 一定要先找到工作 |
| 畢業回國   | 無限制                                   | 可能需回國服務兩年                       |